# De volmaakte wens
De volmaakte wens (Engels: The Ultimate Wish) is een sciencefictionverhalenbundel uit 1976 van de Canadese schrijver A.E. van Vogt. De verhalen zijn ontleend aan de verhalenbundels: Destination: Universe (1953), Away and Beyond (1963) en Out of the Unknown (1969).

## Korte verhalen
1. De vredestichter (The Harmonizer, uit: Away and Beyond)
2. De alternatieve oplossing (The Second Solution, uit: Away and Beyond)
3. De filmotheek (Film Library, uit: Away and Beyond) onderdeel van Tijd van leven
4. Het monster (The Monster, uit: Destination: Universe)
5. Het grote ontwaken (Dormant, uit: Destination: Universe)
6. Ik bevat verf (A Can of Paint, uit: Destination: Universe)
7. Een kwestie van zelfverdediging (Defence, uit: Destination: Universe)
8. Sporen in de tijdstroom (The Search, uit: Destination: Universe), onderdeel van Tijd van leven
9. De volmaakte wens (The Ultimate Wish, uit: Out of the Unknown)